# Парадигма (издателство)
Издателство „Парадигма“ е частно издателство в България, основано през 1997 година и насочило интереса си към издаването на историческа литература. Управител на издателството е Живко Кушев.
Онлайн книжарницата към издателство „Парадигма“ започва своята дейност през 2011 г. с мотото „Знанието е при нас“, с цел да подпомогне обучаващите се в българските университети и колежи в техните търсения на учебна и справочна литература, както и всички, които обичат знанието.

## Издания
Издателство „Парадигма“ има за поле на дейност университетската литература със специално внимание към хуманитаристиката. От 1997 до 2012 г. има издадени около 150 заглавия.
Приоритетната област на издателството е историята. По-голямата част от изданията са свързани с историята на балканските народи и българска история. Сравнително равномерно са представени политологията, философията, психологията и езикознанието. От 2008 г. дейността постепенно се разширява с издания от областите на правото, медицината, а от 2011 г. и в – литературознанието, художествената проза и есеистиката.